# Paphiopedilum philippinense
Paphiopedilum philippinense — многолетнее трявянистое растение из рода Пафиопедилюм семейства Орхидные, или Ятрышниковые (Orchidaceae).

## Синонимы
По данным Королевских ботанических садов в Кью:
- Cypripedium philippinense Rchb.f., 1862
- Cordula philippinensis (Rchb.f.) Rolfe, 1912
- Cypripedium laevigatum Bateman, 1865
- Selenipedium laevigatum (Bateman) May, 1885
- Cypripedium cannartianum Linden, 1887
- Paphiopedilum laevigatum (Bateman) Pfitzer in H.G.A.Engler & K.A.E.Prantl (eds.), 1888
- Paphiopedilum philippinense f. album Valmayor & D.Tiu in H.L.Valmayor, 1984, nom. inval.
- Paphiopedilum philippinense f. alboflavum O.Gruss, 2000
- Paphiopedilum roebelenii f. alboflavum (O.Gruss) Braem & Chiron, 2003
- Paphiopedilum philippinense var. compactum O.Gruss, 2008
- Cypripedium roebelenii (A.H.Kent) Rchb.f., 1883
- Cypripedium philippinense var. roebelenii A.H.Kent in H.J.Veitch, 1889 basionym
- Paphiopedilum roebelenii (A.H.Kent) Pfitzer, 1894

## Этимология
Вид не имеет устоявшегося русского названия, в русскоязычных источниках обычно используется научное название Paphiopedilum philippinense. 

Происхождение видового названия связано с одиним из мест его произрастания — Филиппинами. 

Английское название — The Philippine Paphiopedilum.

## Природныеразновидности
По данным Королевских ботанических садов в Кью:
- Paphiopedilum philippinense var. philippinense
- Paphiopedilum philippinense (Rchb.f.) Stein var. roebelenii (Veitch) P.J.Cribb 1987.

Также выделяют несколько культурных разновидностей. 

Разновидность laevigatum по общему габитусу и размеру цветков мельче номинальной формы. Лепестки часто широко расставлены и имеют небольшое скручивание.
Разновидность roebelenii имеет самые длинные, равномерно закрученные лепестки в группе, соцветие может нести 6—7 одновременно открывающихся цветков.
Чисто белые формы (Paphiopedilum philippinense f. alboflavum) в зависимости от происхождения могут быть с более короткими лепестками, но при этом иметь относительно крупные цветки. Некоторые из клонов могут быть более зелеными, а некоторые могут иметь бронзовость в основании лепестков, что считается недостатком. Лучшими считаются чистые зеленые типы альбиносов.
В 2008 году описана вариация Paph. philippinense var. compactum. Отличается относительно мелкими размерами. Обнаружена на острове Палаван (Филиппины).

## Биологическое описание
Побег симподиального типа. 

Стебель практически полностью скрыт основаниями 6—9 листьев. 

Ризома короткая. 

Листья 20—50 см длиной, 2—6 см шириной, равномерно зеленые. 

Цветонос одиночный, длиной до 60 см, фиолетово-пурпурной окраски, несет от 2 до 5 цветков.

Цветки из-за длинных боковых лепестков имеют достаточно большие размеры — от 7,5 до 25 см в диаметре, изменчивы по окраске.
Губа шлемовидная, треугольная с острым окончанием, обычно ярко-желтая или цвета горчицы.
Парус овальный, заостренный, белый с продольными коричнево-пурпурными полосками. Боковые лепестки узкие, скрученные, покрытые короткими волосками, розовато-пурпурные. Раскрывшиеся цветки не увядают более месяца. Обычно цветут несколько розеток одновременно.
Хромосомы: 2n = 26.

## Ареал, экологические особенности

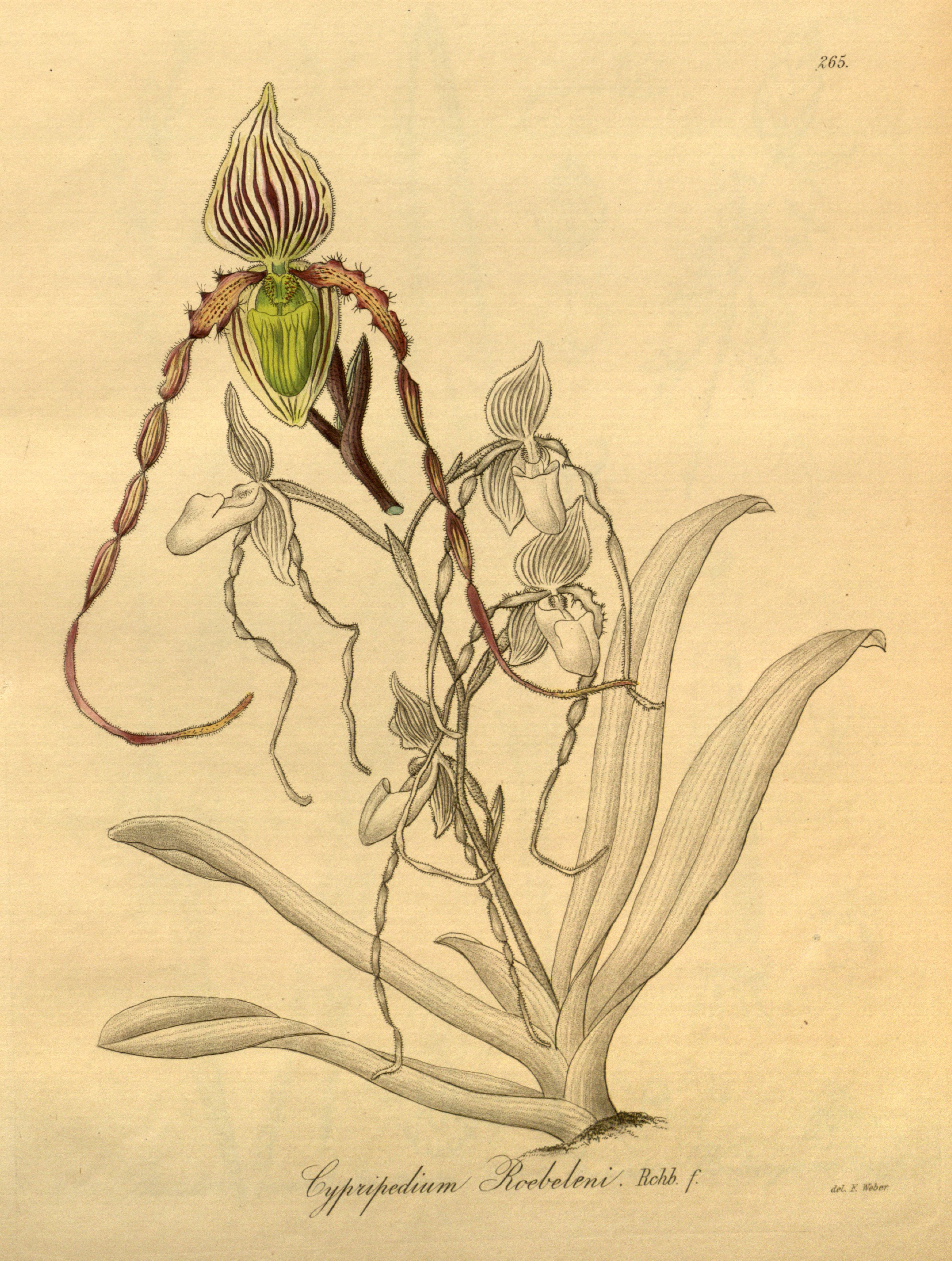
Ботаническая иллюстрация —. Из книги «Xenia orchidacea» 1900 г.

Ареал вида — Филиппины и северо-восток Калимантана. Встречается до высоты 500 метров над уровнем моря на известняковых скалах и среди камней, редко на деревьях. 
Климат в местах естественного произрастания тропический, муссонный, на юге переходящий в субэкваториальный. Температуры на побережье 24—28°С, в горных районах прохладнее. Сезон дождей длится с ноября по апрель, когда дует северо-восточный муссон, и с мая по октябрь (юго-западный муссон). С января по март — сухой сезон, при котором сохраняется высокая относительная влажность воздуха около 80 %. 

Растение цветёт с января по апрель.
В местах естественного произрастания вида были зарегистрированы экстремальные температуры до 34 °C и 18 °C.
Средние температуры (день/ночь) от 26,7/21.1 °C в январе до 30,0/23,6°С в мае.
Относится к числу охраняемых видов (первое приложение CITES).

## В культуре
Относится к медленно растущим видам.
Температурная группа — тёплая. Для нормального цветения обязателен перепад температур день/ночь в 5—8°С.

Свет: 25000—35000 люкс при наличии постоянного движения воздуха. Растения требуют яркого, слегка рассеянного света и должны быть защищены от прямых солнечных лучей. Продолжительность светового дня — не менее 10—11 часов. В условиях недостатка освещения не цветёт.
Относительная влажность воздуха 75—85 %.
Посадка в пластиковые и керамические горшки с несколькими дренажными отверстиями на дне, обеспечивающими равномерную просушку субстрата. 

Состав субстрата см. статью Paphiopedilum. 

PH почвенной смеси должен быть: от 6.6 (нейтральный) до 7,8 (слегка щелочная). 
 Пропорции компонентов субстрата подбираются в зависимости от относительной влажности воздуха в помещении, размера горшка и возраста растения. Субстрат должен быть рыхлым и воздухопроницаемым.
Частота полива должна быть подобрана таким образом, чтобы субстрат внутри горшка успевал почти полностью просохнуть, но не успел высохнуть полностью. В зимнее время полив слегка сокращают.
Пересадку растений осуществляют после завершения цветения. Молодые растения пересаживают ежегодно, взрослые экземпляры раз в 2—3 года. После пересадки растения не поливают несколько дней, ожидая пока не подсохнут поврежденные участки корней.

Вид активно используется в гибридизации.

## Некоторые известные первичныегибриды(грексы)

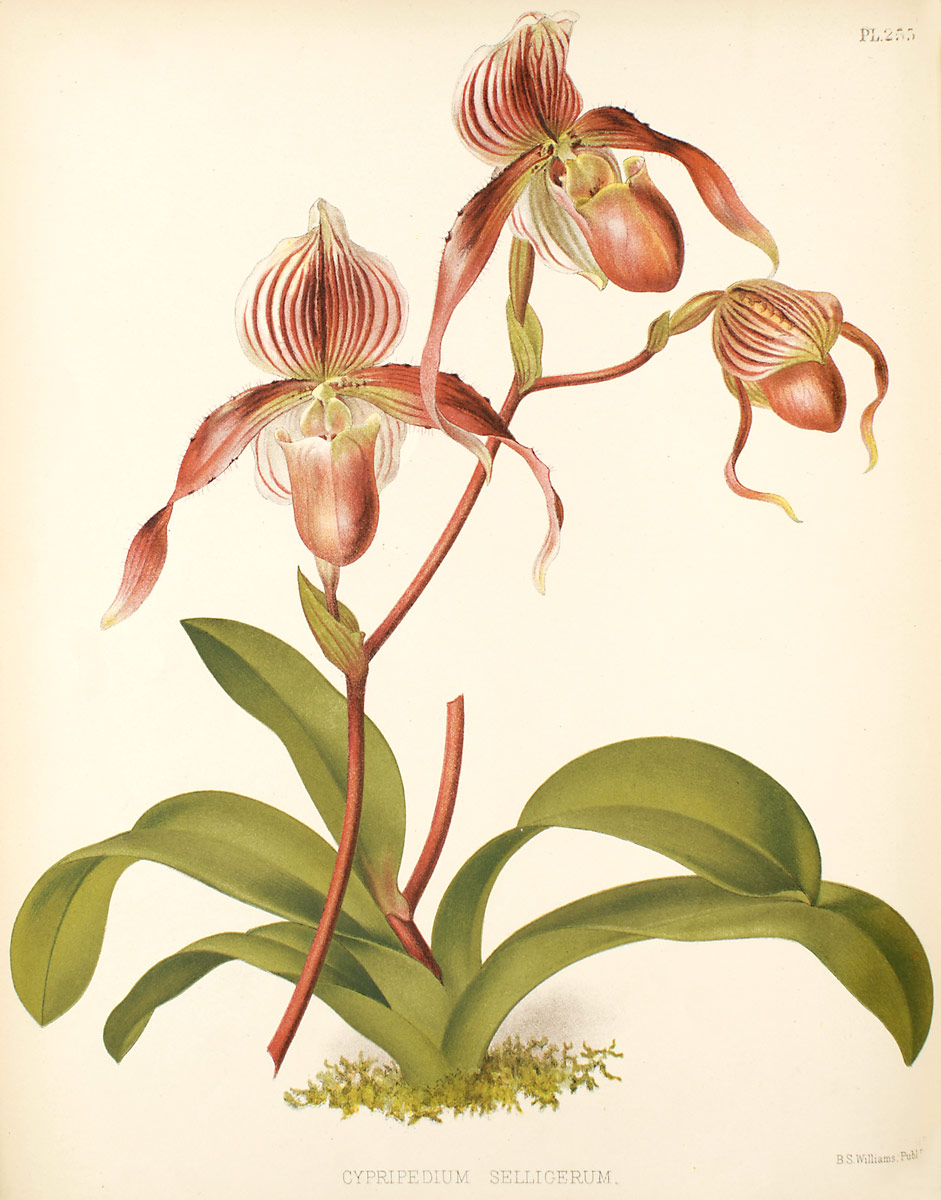
Ботаническая иллюстрация — Paphiopedilum × selligerum (Paphiopedilum barbatum × Paphiopedilum philippinense). Из книги B. S. Williams, The Orchid Album, comprising coloured figures and descriptions of new, rare and beautiful Orchidaceous plants, Vol. 6, 1887 г.

(Название гибрида, год создания, опыляемое растение × опылитель.)
| - Paph Brian Bevis 1976 — philippinense × acmodontum - Addicted Phillip 1991 — philippinense × adductum - Jean Francois Pastor 1995 — appletonianum × philippinense - Burfordiense 1888 — argus × philippinense - Michael Tibbs 1995 — armeniacum × philippinense - Selligerum 1878 — barbatum × philippinense - Phoebe 1895 — bellatulum × philippinense - Metis 1895 — boxallii × philippinense - Oriental Magic 1974 — bullenianum × philippinense - Millmanii 1895 — callosum × philippinense - Helvetia 1899 — chamberlainianum × philippinense - Alfred Hollington 1895 — ciliolare × philippinense - Conestoga 1979 — concolor × philippinense - Clinkaberryanum 1893 — curtisii × philippinense - Doll Boutique 1993 — philippinense × dayanum - Delphi 1983 — delenatii × philippinense - Devayani 1983 — druryi × philippinense - Kenneth Marple 1977 — philippinense × fairrieanum - Shireen 1963 — glaucophyllum × philippinense - Jennifer Stage 1975 — godefroyae × philippinense - Lebaudyanum 1895 — haynaldianum × philippinense - Hamana Hooknes 1991 — philippinense × hookerae | - Temptation 1994 — kolopakingii × philippinense - Charles Steinmetz 1893 — lawrenceanum × philippinense - Jolly Holiday 1995 — liemianum × philippinense - Berenice 1891 — lowii × philippinense - Wossner Philimal 1995 — philippinense × malipoense - Grassauer Alice 1995 — micranthum × philippinense - Vipanii 1890 — niveum × philippinense - Umatilla 1980 — parishii × philippinense - Deena Nicol 1987 — philippinense × praestans - Honey 1978 — philippinense × primulinum - Philo 1900 — philippinense × purpuratum - Saint Swithin 1901 — philippinense × rothschildianum - Michael Koopowitz 1993 — philippinense × sanderianum - Astraea 1892 — philippinense × spicerianum - Mount Toro 1976 — stonei × philippinense - Recovery 1974 — sukhakulii × philippinense - Youngianum 1890 — philippinense × superbiens - Bryan 1901 — philippinense × tonsum - Arthur 1890 — philippinense × venustum - Aeolus (Priapus) 1890 — philippinense × villosum - Saarperle 1998 — violascens × philippinense - Happy Philipin 1997 — philippinense × wardii |